# It’s Not Enough
It’s Not Enough – utwór brytyjskiego zespołu The Who, napisany przez Pete’a Townshenda i Rachel Fuller, przedstawiony na płycie Endless Wire z 2006 roku.

## Kompozycja
Utwór pierwotnie napisany przez Rachel Fuller, ze zmienionymi przez Pete’a Townshenda słowami ukazał się na płycie Endless Wire. Do napisania tekstu, Townshenda zainspirował film Le Mépris. W jednym ze swoich podcastów powiedział również iż wiele osób krytykowało utwór ponieważ napisał go razem z Rachel Fuller, lecz odpowiedział on, iż brzmi on jak The Who bardziej niż wszystko co znajduje się na płycie.